# 20世紀最大の読み切りシリーズ
『20世紀最大の読み切りシリーズ』（20せいきさいだいのよみきりシリーズ）は、『週刊少年サンデー』（小学館）で企画されたシリーズ。同誌の40周年記念として歴代作家が、それぞれ単発作品を描いた競作企画。作品は全て読み切りであるが、一部はかつて連載されていた作品の続編となっている。

## 作品一覧
| タイトル                 | 作者                                | 掲載誌                                                    | 収録書籍                      | オリジナル連載                            |
| ------------------------ | ----------------------------------- | --------------------------------------------------------- | ----------------------------- | ----------------------------------------- |
| サバイバル 2000          | 画：さいとう・たかを 脚本：七月鏡一 | 週刊少年サンデー1999年16号 週刊少年サンデー1999年17号     |                               | 週刊少年サンデー（1976年 - 1978年）       |
| ダメおやじ 平成版        | 古谷三敏                            | 週刊少年サンデー1999年19号                                |                               | 週刊少年サンデー（1970年 - 1982年）       |
| まじっく快斗             | 青山剛昌                            | 週刊少年サンデー1999年20号 週刊少年サンデー1999年21号     | まじっく快斗                  | 週刊少年サンデー増刊号（1987年 - 1988年） |
| 目撃者                   | 小山ゆう                            | 週刊少年サンデー1999年27号 週刊少年サンデー1999年28号     | 小山ゆう短編集1集 元気がゆく! |                                           |
| 一本それまで!            | 原秀則                              | 週刊少年サンデー1999年29号 週刊少年サンデー1999年30号     |                               |                                           |
| 男どアホウ甲子園         | 画：水島新司 原案：佐々木守         | 週刊少年サンデー1999年36・37合併号                        |                               | 週刊少年サンデー（1970年 - 1975年）       |
| 炎の転校生 同窓会を叩け! | 島本和彦                            | 週刊少年サンデー1999年39号 週刊少年サンデー1999年40号     | 炎の転校生 文庫版             | 週刊少年サンデー（1983年 - 1985年）       |
| 紅蓮の剣                 | 村上もとか                          | 週刊少年サンデー1999年43号 週刊少年サンデー1999年44号     | SNOW 村上もとか叙情傑作選     |                                           |
| With CAT                 | 高橋留美子                          | 週刊少年サンデー1999年46号 週刊少年サンデー1999年47号     | 鏡が来た 高橋留美子短編集     |                                           |
| 真夜中の決闘             | 細野不二彦                          | 週刊少年サンデー1999年50号 週刊少年サンデー1999年51号     |                               |                                           |
| ゲメル宇宙武器店         | 藤田和日郎                          | 週刊少年サンデー2000年2・3号 週刊少年サンデー2000年4・5号 | 藤田和日郎短編集 暁の歌       |                                           |
| メモリーオフ             | あだち充                            | 週刊少年サンデー2000年6号 週刊少年サンデー2000年7号       | ショートプログラム3           |                                           |